# Thomas Parker Sanborn
Thomas Parker Sanborn, né le 24 février 1865 et mort le 2 mars 1889, est un poète américain. Fils aîné de l'abolitionniste, Franklin Benjamin Sanborn spécialiste des sciences sociales et mémorialiste du transcendantalisme américain, Thomas devint un ami intime du philosophe George Santayana et fut un modèle pour le protagoniste de l'unique roman de Santayana, Le Dernier Puritain (en). Avec cinq amis étudiants, Thomas fonde Le Mensuel de Harvard (en), un magazine littéraire de université Harvard, une université privée américaine située à Cambridge. Le journal débuta en octobre 1885 jusqu'à ce qu'il soit suspendu après le numéro du printemps 1917.

## Jeunesse

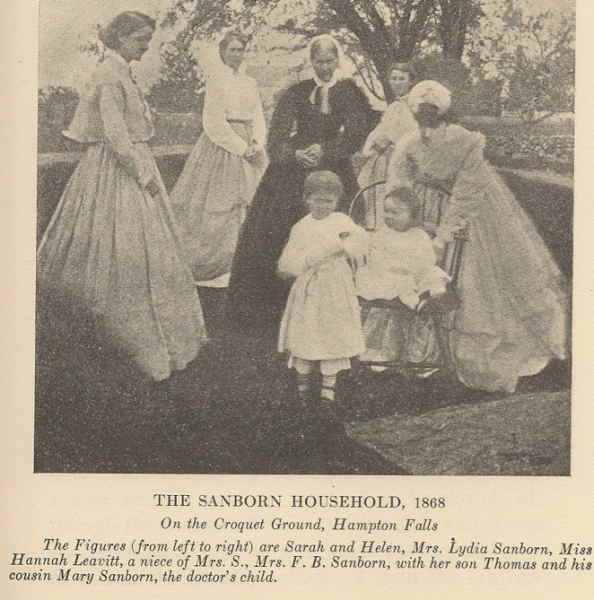
La famille Sanborn en 1868, avec le jeune Tom assis dans une chaise Windsor, sa mère Louisa est derrière lui

Thomas Parker Sanborn est né de Franklin Benjamin Sanborn et de Louisa Sanborn, née Leavitt, le 24 février 1865 à Concord (Massachusetts) dans un cottage situé sur le terrain de The Old Manse, à proximité du célèbre champ de bataille. Il a été nommé « Thomas » pour Thomas Cholmondeley, un ami de Henry David Thoreau, et « Parker » pour Theodore Parker. Sa scolarité a commencé à Springfield, mais a été sérieusement entrepris qu'après sa famille est revenue à Concord en 1872, où Tom a étudié dans les écoles primaires et a été enseignait le latin et le grec par son père, qui avait été chargé de l'éducation des enfants de Ralph Waldo Emerson, Amos Bronson Alcott, Horace Mann, John Brown et d’autres éminents.
Son frère, Victor Channing Sanborn, écrira plus tard : « C’était un enfant sensible et original, très remarqué par ses aînés, en particulier par M. Emerson et Ellery Channing. Il allait marcher avec ce dernier et avec son père dès était capable de suivre le rythme des personnes âgées, dans les chemins forestiers et les pâturages de Concord, leur coutume le dimanche après-midi pendant de nombreuses années ».
Au cours de l'hiver 1880-1881, Thomas étudia à la Phillips Exeter Academy à Exeter dans l'État du New Hampshire aux États-Unis, à 50 kilomètres au nord de Boston, suivant les traces de son père, lui aussi ancien élève.

## Années Harvard
En 1882, Sanborn commença ses études à l'université Harvard où, en plus des travaux requis, il devint rédacteur en chef du journal littéraire de Harvard, The Harvard Advocate, et du magazine humour, Harvard Lampoon. Sanborn a été élu président du Lampoon à la suite d'Ernest Thayer, qui devait ensuite se faire connaître avec son poème Lampoon-esque, Casey à la chauve-souris.

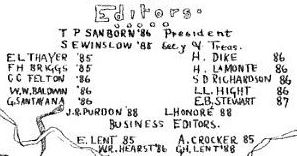
Les dirigeants du Harvard Lampoon en 1886

Le personnel de Harvard Lampoon de Thayer était talentueux et privilégié. Le futur philosophe George Santayana était un éditeur qui se concentrait sur les illustrations, et William Randolph Hearst, l'inspiration du Citizen Kane, était un éditeur d'affaires. Thayer n'était pas le poète le plus accompli ni le plus prolifique de son pair. son poète Thomas Parker Sanborn, premier poète de Lampoon, succéda à Thayer au poste de rédacteur en chef en 1886.

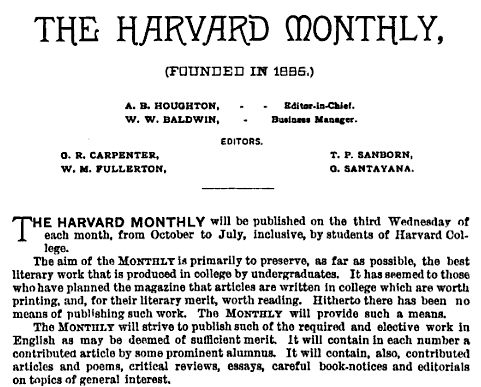
Première page de Vol.1 The Harvard Monthly, octobre 1885

À l'automne de 1885, Sanborn et cinq de ses amis littéraires, William Woodward Baldwin, aînés de Harvard, Alanson B. Houghton, George Santayana, William Morton Fullerton et George Rice Carpenter fondèrent le Harvard Monthly. Dédié à la défense de l'humanisme et de l'esthétisme inspiré par Matthew Arnold, contre les forces envahissantes du matérialisme scientifique, le mensuel a cherché à présenter à ses lecteurs la culture européenne que la société américaine devait imiter et il a servi de tremplin les dix années qui suivirent à la contribution de George Santayana au courant de pensée Arnoldien. Le mensuel en viendrait à être décrit comme « la preuve… de la culture de lettres créatives, critiques et persuasives qui caractérise encore les étudiants de premier cycle et qui distingue encore l'université... de la plupart des autres en Amérique ». Cette « preuve » résiderait également dans le fait que de nombreux diplômés du mensuel ont apporté une contribution significative au monde.
Sanborn devint un ami intime du philosophe et compatriote George Santayana, avec lequel il obtint son diplôme de 1886. Les étudiants de première année étaient assis par ordre alphabétique. Ils se retrouvèrent donc côte à côte dans plusieurs classes, en plus de participer à la rédaction de Harvard. magazines littéraires et appartenance à plusieurs groupes sociaux, notamment Art Club, Chess Club, OK Society et Everett Atheneum. En décembre 1885, ils ont partagé la scène dans le film théâtral Hasty Pudding Theatrical, Robin Hood, suivi de la production Papillonetta le printemps suivant. L'intérêt de Sanborn pour l'histoire l'a amené à remporter le prix Bowdoin pour une thèse sur Les droits et devoirs d'un biographe dans sa première année. À la fin de ses études, il a été sélectionné pour rédiger l’ode de classe et l’a présentée dans le cadre des festivités du jour de classe.

## Maladie et mort

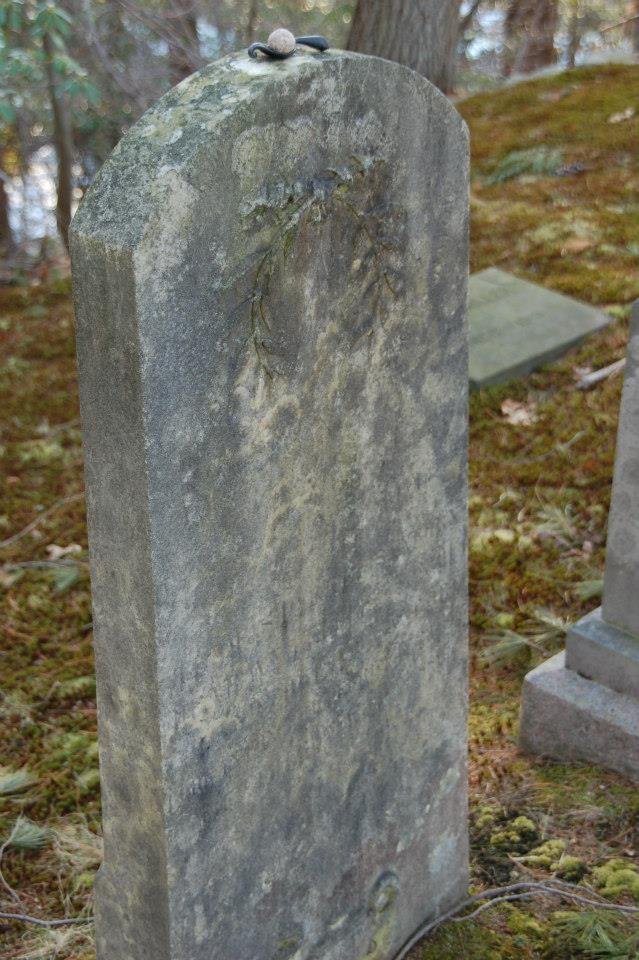
Pierre tombale de Thomas Parker Sanborn au cimetière de Sleepy Hollow Concord

Après avoir obtenu son diplôme, Sanborn a commencé à vivre à Springfield, dans le Massachusetts, où il avait déjà commencé à travailler pour le personnel du républicain, devenant ainsi le sous-éditeur littéraire et dramatique du journal. Sa santé, décrite par certains comme « précaire », a décliné au printemps de 1888. En fin de compte, il a choisi de revenir à Concord à l’automne, où il a continué de contribuer à The Republican chaque semaine. Bien que sa santé physique se soit améliorée, sa dépression a augmenté. Atteint d'hallucinations, Thomas Sanborn s'est suicidé le 2 mars 1889. Selon un récit du Journal de Boston du 4 mars 1889, Thomas s'est tranché la gorge avec un rasoir dans la salle de bain de la maison familiale de Concord. Le Journal de  Boston  du 4 mars 1889, rapporta ce tragique événement en ces termes : « Thomas s'est tranché la gorge avec un rasoir dans la salle de bain de la maison familiale à Concord. Il a été retrouvé vivant par son père, qui a cassé la porte de la salle de bain. Un médecin a été convoqué mais Thomas n'a pas pu être sauvé. Il avait vingt-quatre ans ».

## Postérité
Thomas Parker Sanborn se souvient de ses contemporains comme d’une figure tragique aux promesses littéraires. Il est ensuite devenu apparenté à un groupe d’autres poètes des années 1890 décédés, dont Hugh McCulloch, Philip Henry Savage, Trumbull Stickney et George Cabot Lodge. Santayana a publié deux notices nécrologiques pour Sanborn, dont la première est parue dans le  magazine littéraire de l'université Harvard de Cambridge, Harvard Monthly. Cette mort prématurée est une calamité qui ne concerne pas uniquement la famille et les amis intimes de M. Sanborn. La classe de 1986 et le Harvard College perdent un homme dont la vie aurait été consacrée aux lettres et dont le talent authentique et polyvalent aurait difficilement manqué de laisser une trace dans le monde.
Dans ses mémoires de 1943, Santayana se souvient de Sanborn comme d’un « poète au vol modique et lyrique... Ses poèmes témoignaient d’un sentiment authentique, pas en harmonie avec le transcendantalisme trop intellectuel de Concord, dans le Massachusetts, où son père était un membre éminent de la Cercle émersonien ». 
Le protagoniste du roman de Santayana, The Last Puritan, serait en partie basé sur son ami universitaire, Tom Sanborn.

## Écrits

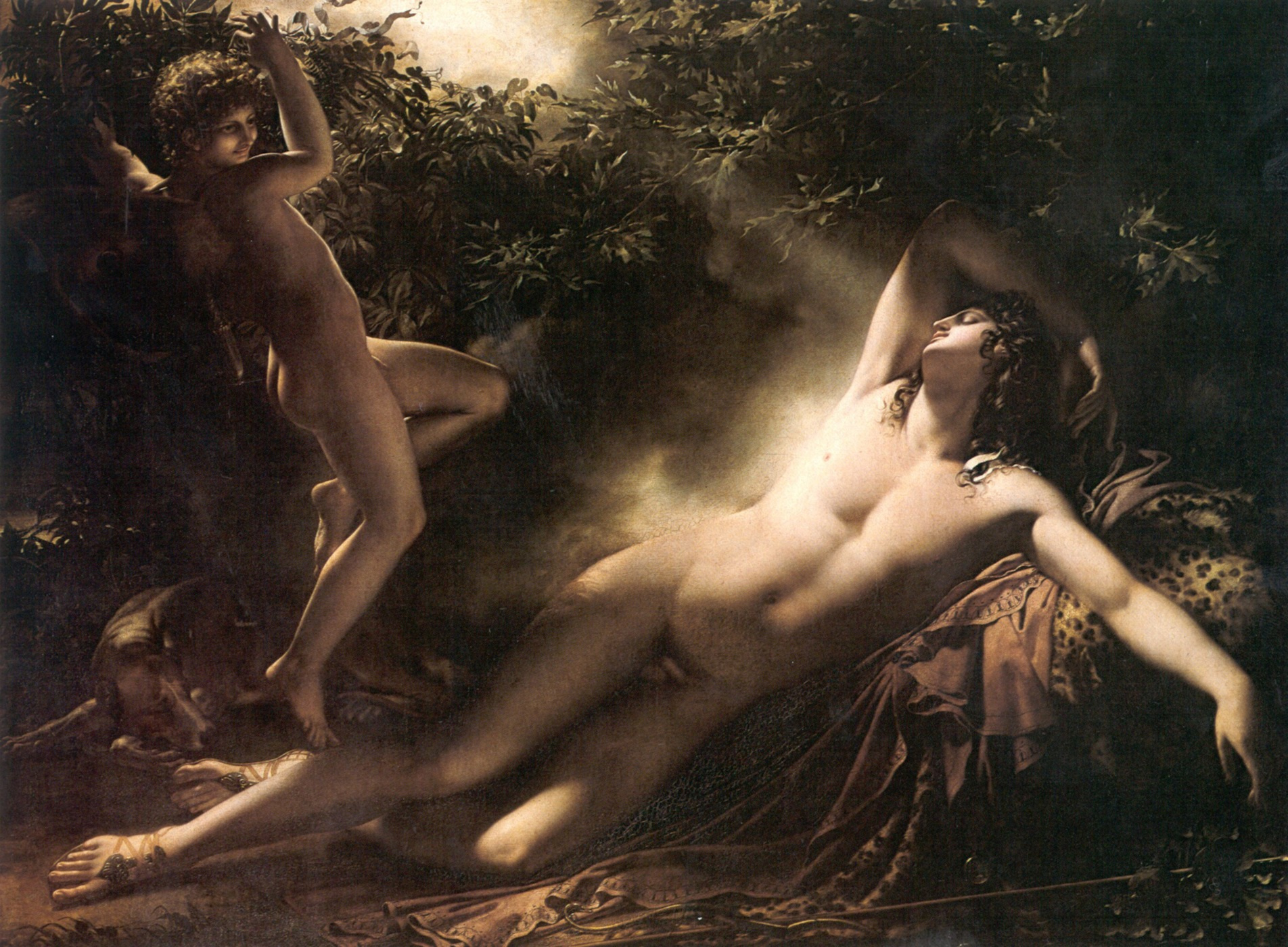
Girodet - Sommeil Endymion

Sanborn était un éditeur et un contributeur régulier des revues littéraires Harvard Monthly et Harvard Advocate et du magazine humour Harvard Lampoon. Bien que membre du personnel du républicain de Springfield, sa poésie et ses critiques dramatiques ont été incluses sans attribution. Il a également contribué aux magazines Puck, et Life. Dans sa biographie de Henry Thoreau, Franklin Benjamin Sanborn a inclus une partie du poème Endymion de son fils Thomas, âgé de dix-sept ans au moment de sa rédaction. Le titre du poème fait référence au mythe d'Endymion, un mortel qui était si beau que la déesse de la lune est tombée amoureuse de lui et a demandé qu'on lui donne la jeunesse éternelle, et ainsi il a été fait pour dormir un sommeil sans mort pour toujours. Frank Sanborn a placé le poème à la fin du chapitre de son livre où Thoreau meurt, suggérant que le beau Henry Thoreau est immortel.